# El Gran Carlemany
El Gran Carlemany (Karel de Grote) is het volkslied van Andorra. Geschreven door Joan Benlloch i Vivo (1864-1926) en gecomponeerd door Enric Marfany Bons (1871-1942). Het werd als volkslied aanvaard in 1914 (andere bronnen noemen 1921). 
De verbondenheid van Andorra met Frankrijk is duidelijk te horen aan dit volkslied. El Gran Carlemany lijkt namelijk veel op la Marseillaise, het volkslied van Frankrijk. 
Catalaanse tekst
El gran Carlemany, mon Pare dels alarbs em deslliurà,
I del cel vida em donà de Meritxell, la gran Mare,
Princesa nasquí i Pubilla entre dues nacions neutral
Sols resto lúnica filla de l'imperi Carlemany.
Creient i lluire onze segles, creient i lliure vull ser.
¡Siguin els furs mos tutors i mos Prínceps defensors!
I mos Princeps defensors!
Vrije vertaling
Karel de Grote, mijn Vader, bevrijdde mij van de Saracenen
En uit de hemel gaf hij me het leven van Meritxell de Aarts-Moeder
Ik werd geboren als Prinses, een maagd neutraal tussen twee naties
Ik ben de enige overgebleven dochter van het Karolingische rijk
Gelovend en vrij voor elf eeuwen, gelovend en vrij zal ik zijn
De wetten van het land zullen mijn mentor zijn en mijn Prinsen mijn verdedigers!
En mijn Prinsen mijn verdedigers!